# Linda Bassett
Linda Bassett est une actrice britannique née le 4 février 1950 dans le village de Pluckley dans le Kent.

## Biographie
Elle a grandi à Pimlico, un quartier de Londres. Après avoir quitté l'école, elle a travaillé au Old Vic, un théâtre classique près de la gare de Waterloo. En 1991, elle rejoint la Royal Shakespeare Company. À la fin des années 1980, elle est retournée vivre dans son village natal.

## Filmographie
- 1988 : Paris by Night de David Hare : Janet Swanton
- 1991 : L'Âge de vivre de Peter Medak : Mrs Miles
- 1996 : Mary Reilly de Stephen Frears : la mère de Mary
- 1996 : La Rage de vivre de Nancy Meckler : La doctoresse
- 1999 : Fish and Chips de Damien O'Donnell : Ella Khan
- 1999 : Beautiful People de Jasmin Dizdar : une bonne sœur
- 2002 : The Hours de Stephen Daldry : Nelly Boxall
- 2003 : Calendar Girls de Nigel Cole : Cora
- 2005 : Separate Lies de Julian Fellowes : Maggie
- 2005 : Appelez-moi Kubrick de Brian W. Cook : Trolley Lady
- 2008 : The Reader de Stephen Daldry : Ms. Brenner
- 2013 : Effie de Richard Laxton : Anna
- 2013 : Espions de Varsovie : Malka Rozen